# Kanton Aspet
Der Kanton Aspet war bis 2015 ein französischer Wahlkreis im Arrondissement Saint-Gaudens, im Département Haute-Garonne und in der Region Midi-Pyrénées mit 5192 Einwohnern (Stand: 1. Januar 2012). Sein Hauptort war Aspet.

## Gemeinden
Der Kanton bestand aus 21 Gemeinden:
| Gemeinde             | Einwohner Jahr | Fläche km² | Bevölkerungsdichte | Code INSEE | Postleitzahl |
| -------------------- | -------------- | ---------- | ------------------ | ---------- | ------------ |
| Arbas                | 228 (2013)     | –          | – Einw./km²        | 31011      | 31160        |
| Arbon                | 94 (2013)      | –          | – Einw./km²        | 31012      | 31160        |
| Arguenos             | 58 (2013)      | –          | – Einw./km²        | 31014      | 31160        |
| Aspet                | 961 (2013)     | –          | – Einw./km²        | 31020      | 31160        |
| Cabanac-Cazaux       | 135 (2013)     | –          | – Einw./km²        | 31095      | 31160        |
| Cazaunous            | 65 (2013)      | –          | – Einw./km²        | 31131      | 31160        |
| Chein-Dessus         | 193 (2013)     | –          | – Einw./km²        | 31140      | 31160        |
| Couret               | 233 (2013)     | –          | – Einw./km²        | 31155      | 31160        |
| Encausse-les-Thermes | 692 (2013)     | –          | – Einw./km²        | 31167      | 31160        |
| Estadens             | 523 (2013)     | –          | – Einw./km²        | 31174      | 31160        |
| Fougaron             | 103 (2013)     | –          | – Einw./km²        | 31191      | 31160        |
| Ganties              | 343 (2013)     | –          | – Einw./km²        | 31208      | 31160        |
| Herran               | 71 (2013)      | –          | – Einw./km²        | 31236      | 31160        |
| Izaut-de-l’Hôtel     | 308 (2013)     | –          | – Einw./km²        | 31241      | 31160        |
| Juzet-d’Izaut        | 204 (2013)     | –          | – Einw./km²        | 31245      | 31160        |
| Milhas               | 177 (2013)     | –          | – Einw./km²        | 31342      | 31160        |
| Moncaup              | 34 (2013)      | –          | – Einw./km²        | 31348      | 31160        |
| Portet-d’Aspet       | 73 (2013)      | –          | – Einw./km²        | 31431      | 31160        |
| Razecueillé          | 41 (2013)      | –          | – Einw./km²        | 31447      | 31160        |
| Sengouagnet          | 214 (2013)     | –          | – Einw./km²        | 31544      | 31160        |
| Soueich              | 553 (2013)     | –          | – Einw./km²        | 31550      | 31160        |